# Ukrajinska država
Ukrajinska država (ukrajinsko Українська Держава, latinizirano: Ukrajins'ka Deržava), včasih imenovana tudi Drugi hetmanat (Другий Гетьманат, Drugyj Get'manat), je bila država s protiboljševiško vlado, ki je obstajala na večini sodobnega ozemlja Ukrajine, razen zahodne Ukrajine, od 29. aprila do 14. decembra 1918.
Ukrajinsko državo so ustanovile nemške vojaške oblasti, potem ko je bil 28. aprila 1918 razpuščen socialistično usmerjeni Centralni svet Ukrajinske ljudske republike. Državo je vodil Pavlo Skoropadski, hetman vse Ukrajine, ki je prepovedal vse socialistično usmerjene politične stranke in je skupaj z rusko državo ustvaril protiboljševiško fronto. Ukrajinska država je propadla decembra 1918, ko je bil Skoropadski odstavljen in se je na oblast vrnila Ukrajinska ljudska republika v obliki Direktorata Ukrajine.

## Zgodovina

### Ozadje
Vlada Ukrajinske ljudske republike je sprva vodila protivojno politiko, potem ko je Kijev 9. februarja 1918 oplenil Mihail Muravjov, pa je iskala vojaško podporo. 9. februarja 1918 je s koalicijo Centralnih sil sklenila Brest-Litovski sporazum in do marca 1918 so bile vse boljševiške sile Ruske SFSR pregnane z ozemlja Ukrajine. Za obrambo pred mogočo boljševiško agresijo je bila ustanovljena Nemška armadna skupina Kijev pod poveljstvom nemškega feldmaršala Hermanna von Eichhorna. 

### Državni udar
25. aprila 1918 je uprava Armadne skupine Kijev osumila vlado Vsevoloda Goluboviča, da je ugrabila Abrama Dobrija, predsednika Zunanjetrgovinske banke v Kijevu. Prek te banke so nemške okupacijske sile uradno opravljale vse finančne posle z Reichsbank v Berlinu. Naslednji dan je maršal Eichhorn izdal odlok, po katerem so lahko vse kazenske zadeve na ozemlju Ukrajine selektivno spadale pod pristojnost nemškega terenskega vojaškega sodišča in ne pod pristojnost ukrajinskega sodnega sistema. Na naslednjem zasedanju Centralne rade je Golubovič izjavil:  
"Kdo je ta gospod Dobri? Ali je podanik nemške države? Ne, ni niti daljni sorodnik niti boter, tujec je. In samo zato, ker je bil ugrabljen tisti tujec, ki pravno nima nobenih povezav z Nemčijo in ni dal povoda za izdajo odloka tako ogromne teže, je bil odlok izdan."
29. aprila je v stavbi kijevskega cirkusa potekal partijski kongres proizvajalcev kruha, ki se ga je udeležilo približno 6000 delegatov iz vseh osmih ukrajinskih gubernij. Ko je Skoropadski od svojih kurirjev izvedel za kongres, se ga je udeležil tudi on in  bil izvoljen za hetmana Ukrajine. Vsi udeleženci so nato odšli na Trg sv. Sofije, kjer je Skoropadskega blagoslovil kijevski in galicijski vikar Nikodim, ker so metropolita Vladimirja boljševiki usmrtili. Tisto noč so hetmanovi podporniki zasedli vladno zgradbo vojaških in notranjih zadev ter Državno banko. Naslednji dan je bila razorožena elitna in najzvestejša formacija Centralne rade, Siški strelci. 
Skoropadski je po izvolitvi izdal svoj manifest (hramota) Vseukrajinskemu narodu in Zakon o začasni državni ureditvi. V želji po stabilnosti Ukrajine  so avstro-ogrske in nemške sile pozdravile državni udar. Skoropadski je zatem sodeloval z njimi, zaradi česar med številnimi ukrajinskimi kmeti ni bil priljubljen. Nova država je obdržala trizob (grb) in državno zastavo, vendar je modro barvo spremenila v svetlo modro. Siški strelci so nasprotovali državnemu udaru in bili zato razpuščeni skupaj z "modroplaščniki", ukrajinsko divizijo, sestavljeno iz ukrajinskih ujetnikov iz nemških in avstro-ogrskih taborišč, poimenovano po njihovih modrih uniformah.

### Notranja opozicija
Notranjo opozicijo je sprožila rekvizicija zalog hrane in vrnitev zemlje bogatim veleposestnikom. Nasprotniki režima Skoropadskega so požigali in sabotirali ter julija 1918 ubili Hermanna von Eichhorna, poveljnika nemških čet v Ukrajini. Avgusta 1918 je koaliciji proti Skoropadskemu uspelo prisiliti Skoropadskega, da je ponovno ustanovil Siške strelce. Takrat je že postalo očitno, da so Centralne sile izgubile vojno in da se Skoropadski ne more več zanašati na njihovo podporo. Skoropadski je zato iskal podporo pri konservativnih ruskih družbenih elementih in predlagal pridružitev k Antonu Denikinu in  belemu gibanju. Vse to je še bolj spodkopalo njegov ugled med Ukrajinci. 
Decembra 1918 je bil Skoropadski odstavljen in ustanovljena je bila Direktorat kot oblika Ukrajinske ljudske republike.

## Geografija
Država je ležala v vzhodni Evropi ob srednjem in spodnjem toku Dnepra in na obali Črnega in Azovskega morja. Obsegala je večino ozemlja današnje Ukrajine, vendar brez Zahodne Ukrajine, Budžaka in Krima. Njeno ozemlje je segalo v današnjo Rusijo, Belorusijo, Moldavijo in Poljsko. 
Na severovzhodu je vzpostavila predhodno razmejitveno črto z Rusko SFSR. Na vzhodu je mejila na Donsko republiko in na jugu na Črno in Azovsko morje. Polotok Krim (Krimska regionalna vlada) je bil pod oblastjo generalporočnika in prvega ministra Macieja (Sulejman beja) Sulkiewicza. Na jugozahodu je ob Dnestru potekala meja s Kraljevino Romunijo. Na zahodu je mejila na Nemško cesarstvo in Avstro-Ogrsko. Na severu sta bila nemško okupirano ozemljo Ober Ost in Beloruska ljudska republika. 

## Upravna delitev
Upravna delitev Ukrajine leta 1918 je bila dediščina Ruskega imperija in je temeljila na gubernijah, imenovanih tudi provinca ali vlada. Manjše upravne enote so bile okrožja (povit) in podeželska okrožja (volost). Centralni svet Ukrajine je 6. marca 1918 sprejel upravno reformo, ki je prestrukturirala razdelitev Ukrajine na podlagi novega sistema regij (zemlja) in odpravila sistem gubernij in pokrajin. Zemlje so bile razdeljene na volosti, ki so bile nadalje razdeljene na hromade. Uvedba novega sistema ni bila nikoli v celoti realizirana in je bila po državnem udaru Skoropadskega 29. aprila 1918 opuščena. 
| Enota                      | Glavno mesto  | Starosta                       |
| -------------------------- | ------------- | ------------------------------ |
| Volinska gubernija         | Žitomir       | Dmitro Andro                   |
| Katerinoslavska gubernija  | Katerinoslav  | Ivan Černikov                  |
| Kijevska gubernija         | Kijev         | Ivan Čartorižki                |
| Podoljska gubernija        | Kamjanec      | Sergij Kiselov                 |
| Poltavska gubernija        | Poltava       | Sergij Ivanenko                |
| Harkovska gubernija        | Harkov        | Petro Zaleski                  |
| Hersonska gubernija        | Herson        | Semen Piščevič                 |
| Holmska gubernija          | Brest-Litovsk | Oleksandr Skoropis-Joltuhovski |
| Černigovska gubernija      | Černigov      | Mikola Savicki                 |
| Poleško okrožje            | Mozir         |                                |
| Tavriško okrožje           | Berdjansk     |                                |
| Krimska regionalna vlada   | Simferopol    |                                |
| Kubanska ljudska republika | Katerinodar   |                                |

## Protihetmanski upor
Skoraj celoten poveljniški štab ukrajinskih državnih oboroženih sil je bil sestavljen iz častnikov nekdanje ruske carske vojske.  Večina častnikov ni podpirala ukrajinske stvari in je nanjo gledala kot na način, da se prebije skozi težke čase. Široke množice prebivalstva niso imele razvitega čuta za nacionalizem in so se večinoma odločale za socialistična in komunistična načela.
Po premirju, s katerim se je končala prva svetovna vojna, so ukrajinski socialisti ustanovili Direktorat Ukrajine, katerega vojsko so vodili Siški strelci in "sivi plašči". Nemške in avstro-ogrske čete se še niso umaknile iz Ukrajine, vendar jih notranji boji niso več zanimali. Večina sil hetmana Skoropadskega je zamenjala stran in se pridružila Direktoratu.
16. novembra 1918 so v Hetmanatu izbruhnili boji, ki so se začeli v Beli Cerkvi. Skoropadski se je moral nasloniti na več tisoč ruskih častnikov bele garde, ki so pobegnili v Ukrajino, da bi se pridružili Denikinovi prostovoljni vojski vzhodno od Dona. Begunski so bili zbrani v svoj korpus, vendar se niso mogli učinkovito upreti četam Direktorata, ki jih je vodil Simon Petljura. Ko je Ukrajinska ljudska armada zavzela Kijev, je  Skoropadski je 14. decembra odstopil s položaja hetmana. Bil je izgnan, Hetmanat pa je nadomestila začasna vlada Direktorata.

## Verske zadeve
Po "Zakonu o začasni državni ureditvi Ukrajine"  je vodilni položaj v državi zasedla Ukrajinska pravoslavna cerkev. Državljani Ukrajine, ki so pripadali drugim veroizpovedim, so dobili pravico do izpovedovanja svoje vere in obredov. 
V osrednji in vzhodni Ukrajini je vladala Ruska pravoslavna cerkev, kasneje pa Ukrajinska avtokefalna pravoslavna cerkev, v Zahodni Ukrajini pa je prišlo do trenj med pravoslavnimi, grkokatoliškimi in rimskokatoliškimi verniki in Judi. V spopadih med njimi sta Ministrstvo za veroizpovedi Ukrajinske države in Ministrski svet moralno in materialno podpirala pravoslavno duhovščino. 
25. junija 1918 je vlada namenila 3 milijone rubljev za pomoč duhovnikom, ki so se preselili v Volinijo, Holmščino, Grodno, Podolje in Polesje, ki so bili priključeni Ukrajinski državi. 2. julija je bilo dodeljenih 120.000 rubljev za vzdrževanje pravoslavne duhovščine v Holmščini, Podolju in Polesju.